# Cratere Caventou
Caventou  è il nome di un cratere lunare da impatto intitolato al chimico francese Joseph Bienaime Caventou.
Si tratta di un piccolo cratere, circolare ed a forma di tazza, situato nella parte occidentale del Mare Imbrium. Prima di essere rinominato dalla Unione Astronomica Internazionale era designato come 'La Hire D', data la sua vicinanza con il Mons La Hire, verso sud-est.